# Гендриксон, Александр Антонович
Александр Антонович Гендриксон — советский хозяйственный, государственный и политический деятель.

## Биография
Родился в 1895 году в Таллине в рабочей эстонской семье. Член ВКП(б) с 1917 года.
С 1910 года — на хозяйственной, общественной и политической работе. В 1910—1961 гг. — рабочий на бумажной фабрике Юхансона, кузнец вагоностроительного завода, краснофлотец на линейном корабле «Республика», студент Рабочего эстонского института, на торговом флоте СССР, студент Хозяйственного института имени Энгельса, начальник отдела планирования завода «Лакокраска», директор химического завода «Республика», председатель колхоза «Бураны» в Челябинской области, начальник сектора снабжения сырьём при Отделе планирования хозяйства Ленинградского горкома партии, житель блокадного Ленинграда, заместитель секретаря ЦК КПЭ по промышленности, председатель Таллинского горисполкома.
Избирался депутатом Верховного Совета СССР 4-го и 5-го созывов.
Умер в 1977 году в Таллине.